# SRY
SRY (від англ. sex determining region Y — «ділянка Y-хромосоми, що визначає стать») — білок, який кодується однойменним геном, розташованим у людей на короткому плечі Y-хромосоми. Довжина поліпептидного ланцюга білка становить 204 амінокислот, а молекулярна маса — 23 884.
| 10         |  | 20         |  | 30         |  | 40         |  | 50         |
| ---------- |  | ---------- |  | ---------- |  | ---------- |  | ---------- |
| MQSYASAMLS |  | VFNSDDYSPA |  | VQENIPALRR |  | SSSFLCTESC |  | NSKYQCETGE |
| NSKGNVQDRV |  | KRPMNAFIVW |  | SRDQRRKMAL |  | ENPRMRNSEI |  | SKQLGYQWKM |
| LTEAEKWPFF |  | QEAQKLQAMH |  | REKYPNYKYR |  | PRRKAKMLPK |  | NCSLLPADPA |
| SVLCSEVQLD |  | NRLYRDDCTK |  | ATHSRMEHQL |  | GHLPPINAAS |  | SPQQRDRYSH |
| WTKL       |  |            |  |            |  |            |  |            |

A: Аланін

C: Цистеїн

D: Аспарагінова кислота

E: Глутамінова кислота

F: Фенілаланін

G: Гліцин

H: Гістидин

I: Ізолейцин

K: Лізин

L: Лейцин

M: Метіонін

N: Аспарагін

P: Пролін

Q: Глутамін

R: Аргінін

S: Серин

T: Треонін

V: Валін

W: Триптофан

Кодований геном білок за функціями належить до репресорів, активаторів.
Задіяний у таких біологічних процесах, як транскрипція, регуляція транскрипції, диференціація клітин, ацетилювання.
Білок має сайт для зв'язування з молекулою кальмодуліну, ДНК.
Локалізований у цитоплазмі, ядрі.
SRY є безінтронним геном, він відповідає за процес статевої диференціації на ембріональній стадії розвитку в плацентарних і сумчастих ссавців, появу чоловічих статевих ознак, генез внутрішніх і зовнішніх статевих органів.